# 尚圓心
尚圓心（1617年—1677年），琉球國第二尚氏王朝王族。她是金武御殿第二世當主尚盛（金武王子朝貞）的長女。她後來嫁給國頭御殿第七世當主馬國隆（國頭王子正則）。
圓心於1653年就任第五代聞得大君，當時她37歲。她於1677年去世，聞得大君之位由尚貞王的王妃章氏月心繼承。
| 宗教頭銜    | 宗教頭銜        | 宗教頭銜    |
| ----------- | --------------- | ----------- |
| 前任： 月嶺 | 聞得大君 第五代 | 繼任： 月心 |